# Jorge Sarmientos
Jorge Sarmientos (Suchitepéquez, 19 de febrero de 1931-Ciudad de Guatemala, 26 de septiembre de 2012) fue un músico, compositor y director de orquesta guatemalteco, catalogado como el más destacado en la historia del país. Dirigió en casi todas las capitales de América Latina y en diversas ciudades de los Estados Unidos, Francia, Israel, Japón y España, entre otros países. Por sus méritos recibió la Orden del Quetzal

## Biografía
Sarmientos nació en el municipio de San Antonio Suchitepéquez, departamento de Suchitepéquez, en 1931 y desde muy temprana edad participó con la Marimba Ideal, del maestro Domingo Bethancourt. El artista inició sus estudios de música en el Conservatorio Nacional de Guatemala. Tras perfeccionar el saxófono y el clarinete, se graduó como pianista. Su educación musical en Guatemala fue completa pero visitó otros países para enriquecer sus conocimientos no sólo como pianista sino también como director de orquesta.
Ganó varios premios en composición y fue becado para estudiar en la Escuela Normal Superior de Música, en París, Francia, y posteriormente, en el Instituto Torcuato di Tella, en Buenos Aires, Argentina. Más adelante en su vida tomó cursos de perfeccionamiento con Pierre Boulez y Sergiu Celibidache.
Después, fue nombrado Director Artístico de la Orquesta Sinfónica Nacional de Guatemala de 1972 a 1991. Actuó también como director huésped en numerosos países de América Latina, así como en Estados Unidos, Francia, Israel y Japón. Como director, ejerció un amplio repertorio, que además de incluir las grandes obras europeas y la obra propia, ha ofrecido al público valiosas obras de compositores latinoamericanos.
Japón fue uno de los países donde siempre se le recibió con los brazos abiertos desde que compuso una pieza por el 50 aniversario de la explosión de la bomba atómica en Hiroshima. En ese país sus composiciones son interpretadas por varios músicos, entre ellos la famosa pianista Kumi Miyagawa, e incluso grabó un disco compacto con obras del guatemalteco.

## Muerte
Sarmientos falleció el miércoles 26 de septiembre de 2012 por un paro cardiaco y complicaciones respiratorias tras ser internado el martes previo, según lo relató su hija, la actriz y violinista Mónica Sarmientos.

## Creaciones musicales
Su obra prolífica incluye casi toda la gama de música sinfónica:
| Título                                                 | Año               | Comentarios |
| ------------------------------------------------------ | ----------------- | --- |
| Cinco estampas cackchiqueles                           | 1953              | |
| David y Betsabé                                        | 1955              | Poema para orquesta |
| Estampas del Popol Vuh                                 | 1958              | Ballet |
| Homenaje al Rabinal Achí para 8 voces y 6 instrumentos | 1959              | Ballet |
| El Pájaro Blanco                                       | 1957              | Ballet |
| Concierto para marimba y orquesta n.1                  | 1957              | |
| Oda a la libertad                                      | 1963              | Escrita durante su cautiverio en la "tigrera" en el segundo cuerpo de la policía (junio-septiembre 1963) |
| Ofrenda y Gratitud                                     | 1976              | Escrita tras el Terremoto de Guatemala de 1976 |
| Bolívar Coro Poema Sinfónico                           | 1982              | Para coro, recitante y orquesta |
| Responso Hommage II                                    | 1977              | Homenaje a Mario López Larrave II |
| Diferencias para violonchelo y orquesta                | 1966              | Concierto |
| Sexteto No. 2 para piano y vientos                     | Buenos Aires 1965 | Primera obra escrita con técnica dodecafónica |
| Cuarteto para cuerdas                                  | 1966              | |
| Hommage I                                              | 1969              | in Memoriam, tras la repentina muerte del licenciado Emilio Arenales Catalán exministro de Relaciones Exteriores de Guatemala y presidente de la XXIII Asamblea General de las Naciones Unidas. Esta obra usa instrumentos de percusión en la sala: Tam-Tam, Bombo, plato suspendido. |
| Planetarium                                            | 1969              | |
| La Muerte de un personaje                              | 1970              | Comisionada por la Asociación de Estudiantes de la Universidad de San Carlos y dedicada a Ernesto "Che" Guevara |
| Concierto para violín y orquesta                       | 1971              | |
| Concierto para cinco timbales y orquesta               | 1965              | |
| Tres cuadros Corales Sinfónicos Op.33                  | 1964              | Sobre el poema Tecún Umán, de Miguel Ángel Asturias. |
| El Destello de Hiroshima Op.62                         | 1994              | Homenaje a las víctimas de la bomba atómica arrojada en Hiroshima, Japón por los Estados Unidos en agosto de 1945, para finalizar la Segunda Guerra Mundial. Estrenada en Nagoya y Tokio 1995                                                                                         |

## Dirigió la OFUNAM en la Sala Nezahualcoyotl en 1979 invitado por el Mtro. Héctor Quintanar,fue un gran honor conocerlo, yo fungía como Coordinadora de Conciertos de la Sala Nezahualcoyotl, deseaba radicar en Jalapa, VeracruzReferencias
1. 1 2 3  Haeussler, 1983.
2. 1 2  Herrera, 2012.
3. 1 2  «Biografía de Jorge Sarmientos». Colegio de Compositores de Latinoamérica. 2004. Archivado desde el original el 9 de noviembre de 2012. Consultado el 8 de abril de 2011.
4. ↑  «Jorge Sarmientos, compositor, pianista y director de orquesta fallece a los 81 años». Prensa Libre. 27 de septiembre de 2012. Archivado desde el original el 29 de septiembre de 2012. Consultado el 27 de septiembre de 2012.
5. ↑  Móbil, 2002.